# 201 Пенелопа
201 Пенелопа (201 Penelope) — астероїд головного поясу, відкритий 7 серпня 1879 року Йоганном Палізою у Пулі.